# Ван Цзі
Ван Цзі (王绩, 585 — 644) — китайський поет та державний службовець часів династій Суй та Тан.

## Життєпис
Народився 585 року у повіті Лунмень області Цзечжоу (сучасний повіт Хецзян провінції Шаньсі). Походив з родини вчених та літераторів, яка дала відомих поетів Ван Туна та Ван Бо. Вступив на державну службу ще в кінці правління династії Суй, спочатку обіймав посаду коректора при імператорському архіві, згодом був підвищений до помічника начальника канцелярії Шести департаментів.
Після воцаріння династії Тан у 618 році, переведений на посаду заступника начальника Музичного управління. Незабаром після цього, подав прохання про відставку і повернувся в рідні місця, вже оточений славою відомого поета. В подальшому вів богемне, гультяйське життя, віддаючи перевагу літературній творчості, вину та жінкам. На спроби імператора Гао-цзу залучити Ван Цзі до свого почту, останній зміг відкараскатися від цієї пропозиції. Помер на батьківщині у 644 році.

## Творчість
Був автором здебільшого пейзажної лірики в стилі «гір і вод» й «садів і полів». Улюблені теми його віршів — це описи усамітненого життя серед природи і веселих дружніх гулянок. Улюблена форма — пятісловние восьмивірш — люйші, в яких він дотримувався всіх вимог, що висувалися до класичної поезії її китайськими знавцями — а саме: врівноваженість, ненасиченість, прозорість і відстороненість (пінданьшуе). Його творчість справила значний вплив на формування стилю наступних поколінь танських поетів. Зберігся збірник його творів під назвою «Дунгао-цзицзі» («Вибрані твори Філософа з Східного берега»). Найвідомішими є вірші «Проходжу повз таверною», «Дивлюся вдалечінь».